# محمد الشامان
محمد الشامان مواليد 23 يناير 1993 في السعودية، هو لاعب كرة قدم سعودي.
لعب في الفئات السنية في نادي الهلال ونادي التقدم.